# アイゼンラート
アイゼンラートは、ニンテンドーDS用ゲーム『SDガンダム GGENERATION CROSS DRIVE』に登場する架空の組織。

## 概要
ストリンガー家の当主であるジョルジオ・ストリンガーが設立した秘密結社であり、地球連邦軍に所属していた元軍人や、ジョルジオに雇われた傭兵などで構成されている。腐敗した地球連邦を武力によって打倒し、地球圏に新しい秩序を打ち立てることを目的にしている。アイゼンラートは様々な組織に繋がりがあるため、他組織の人間がアイゼンラートに関わっているというケースもある。元軍人でもあるジョルジオの手腕により各界に強い影響力を持っており、目的のために様々な研究、武力介入を行っている。

## 構成員
ジョルジオ・ストリンガー
ストリンガー家当主にしてロームフェラ財団の関係者。連邦軍の高級将校だったが、連邦政府に見切りをつけ、アイゼンラートを設立して新たな秩序を樹立しようとする。
アークライト・ストリンガー
ジョルジオの長男で、アイゼンラートの実質的な指揮官。卓越した指揮能力や操縦技量を持つ。乗機はトールギス、ウイングガンダムゼロ（EW版）、ドーベン・ウルフ（アルティメット細胞感染機）、ガンダムエピオン（専用機）。
シルカ・チェイニー
アークライトに仕える女性将校。アークライトの命令に忠実で、感情の起伏に乏しい。乗機はキュベレイ、サイコガンダムMk-II、トールギスIII（ゼロシステム搭載型）、トールギスIII（アルティメット細胞感染機）。
フェルディナンド・レスタホーク
アイゼンラートに雇われた傭兵で、戦闘部隊長を務める。一年戦争から戦ってきた歴戦の戦士で、粗暴で好戦的な性格。乗機はトーラス、トールギス、ガンダムアシュタロン。

## 研究技術
アイゼンラートは他組織の技術や研究を取り入れた独自の研究を行っている。

### アーキタイプ
モビルドールの指揮中枢として、遺伝子操作とクローニングによって作り出された強化兵士。薬物投与や身体の一部を義肢や人工骨格や人工臓器に置き換えることで常人を遥かに上回る反射神経や運動能力を持ち、脳内には戦術支援システム「ZEROドライブ」（後述）が備わっている。だがアーキタイプはシステムに適合する人間でなければならないため、研究当初は適合者不在のために難航していた。だがジョルジオが唯一の適合者である自分の娘二人を素体として差し出したことで研究は軌道に乗り、姉妹の妹は試作体として研究に使われ、逆に姉はアーキタイプの完成形「インフィニティ」として完成された。だがこの行為が、二人の兄であるアークライトに狂気の行動を起こさせる原因となってしまう。
モビルドールの生体制御システムであるインフィニティがモビルドールを操作する場合、ゼロシステムを経由して操作するために戦闘能力は通常のモビルドールの数倍のスペックを発揮する。さらに彼女が操作するモビルドールの数には制限が無いため、理論上ではインフィニティ一人で数百、数千のモビルドールを操作することも可能になる。

#### ZEROドライブ
アイゼンラートがゼロシステムを参考に完成させた生体型戦術支援システムであり、アーキタイプの脳内に神経回路を生成することでゼロシステムに酷似した未来予測機能を発揮する。またゼロシステムとの併用を想定しているため、両者を同時に発動させることにより、より高い未来予測を実現させている。アイゼンラートはZEROドライブとの円滑な併用を行うため、トールギスIII（ゼロシステム搭載型）とレプリカ版ウイングゼロ（二ケア機）にZEROドライブ対応やアーキタイプ搭乗を想定したゼロシステムの調整が行われている。

### レゾナンツ
ニュータイプ能力を研究していたアイゼンラートが発見・理論化した特殊能力。ドイツ語で「共振」という意味を持ち、ニュータイプの持つ交感能力を強化し、一定の条件化でより強力に発言させることで、特定の個体間同士での完全な精神同調を可能にさせる。言わば「二つの身体に一つの心」を実現させるシンクロ能力を発動させる理論。アイゼンラートはレゾナンツの軍ごとの利用を考え、組織の象徴となる二体の機体（後に開発されるガンダムダブルエックスとアルティメットガンダム）の生体ユニットにこの能力を植えつけようとした。
後に人工授精や遺伝子調整、成長促進などで生み出されたのが『CROSS DRIVE』の主人公であるフィオとミオの二人である。だが実際には二人の交感能力は高くなく、自我自体もほぼ独立していたため、アイゼンラートは精神操作によって同調性を高めようとしたが、その直前に研究主任だったヴィクター・クロフォードによってフィオは連れ去られ、後にフィオを分かり合えたミオの離脱によってアイゼンラートが試みたレゾナンツは画餅になってしまったかに思われた。だが、アークライトとの戦闘で危機に陥ったフィオとミオが互いを思いやる気持ちからレゾナンツを発動させ、正に「二人で一人」と呼べるコンビネーションを発揮している。

### アルティメット細胞
DG細胞の発展・改良型で、『機動武闘伝Gガンダム』に設定上存在する大本のU細胞とは別物。デビルガンダムを構成しているマイクロナノユニットをアイゼンラートが独自に改良したものである。能力はDG細胞とほぼ同様だが、DG細胞に比べて制御が容易でより簡単に「感染」させることも搭乗者を細胞の影響から守ることもできる。機体に感染させれば機体性能を格段に強化し、人間に感染させれば戦闘能力を向上させる（ノスフェラトゥ）。

## 所有する機動兵器
ロームフェラ財団に与する組織のためか、主にOZが保有するものと同種の機体で構成されており、それ以外にも多数の組織の機体も所有している。
- リーオー
- トーラス
- ビルゴII
- トールギス
- ヴァイエイト
- メリクリウス
- ジムII
- バウンド・ドック
- 量産型キュベレイ
- トールギスIII ゼロシステム搭載型
- ガンダムエピオン アークライト専用機